# Tatev-kolostor
A Tatev-kolostor (örmény nyelven Տաթևի վանք, Tatevi vank) egy 9. században alapított kolostor Örményország délkeleti részén, a Szjunik tartománybeli Tatev falu közelében. Ugyancsak a faluhoz közel, azonban kicsit távolibb helyen egy másik, a 17. században épített kolostor, a Tatevi Anapat (vagy Tatevi Mec Anapat) áll. Mindkét épületkomplexum a Vorotan folyó ezeket környező vidékével együtt Örményország javasolt világörökségi helyszínei közé tartozik.
A Tatev-kolostor a Vorotan folyó szurdoka fölé emelkedő kis plató peremén, stratégiailag is előnyös helyen épült: innen jó rálátás nyílik a szurdokra, a peremet pedig meredek, sziklás, helyenként sűrű erdővel borított lejtők határolják. A középkorban a kolostor Örményország egyik legfontosabb szellemi központjának számított tudományos és politikai szempontból egyaránt: itt működött a tatevi egyetem, melynek hagyatékában gazdag kéziratanyag őrződött meg, és itt volt a Szjuniki Fejedelemség központja is. Grigor Tatevaci és utódai a kolostor falai között írtak tudományos értekezéseket és az akkori világ vezetőinek címzett leveleket, amik ugyanúgy a világ kulturális örökségének részét képezik, mint a kolostor építészeti műemlékei. A Tatev-kolostor fölöttébb önellátó volt: saját olajpréssel, malommal és hagyományos kenyérsütő kemencével (tonirral) rendelkezett. A kolostorban lakó papságnak, szerzetesek és diákok százainak minden élelmét helyben vagy a környező földeken állították elő és dolgozták fel, a többletet pedig eladták vagy elcserélték. A kolostor igen fejlett vízellátó és öntözőrendszerrel is rendelkezett: a hegyek friss forrásvize agyagcsöveken keresztül jutott le a komplexum épületeihez és a környező területekre, s ennek köszönhetően a Vorotan szurdokvölgyében gyümölcsösök és szőlőkertek létesültek, sokféle gyümölcsöt és zöldséget termesztettek, többek között olajbogyót is, ami szokatlan termény volt ezen a vidéken. Közel a mai Mec Anapat kolostorhoz, mélyen benn a szurdokban létezett egy borkészítő műhellyel rendelkező, remeték lakta kolostor, ami közigazgatásilag és gazdaságilag is Tatevhez tartozott. A falubeliek művelték a kerteket, működtették a malmokat és más termelési létesítményeket, terméseik bizonyos százalékát pedig a kolostornak adták.

## Megközelítése
2010. október 16. óta működik a Tatev szárnyai nevű kabinos, drótkötélpályás felvonó, ami Halidzor település és a Tatev-kolostor között szállítja az utasokat. A felvonó 2010. október 23-án bekerült a Guinness Rekordok Könyvébe is, mint a leghosszabb, megállók nélküli, kétpályás függővasút.

## Elnevezése
Tatev neve Eustachius nevéből származik, aki egyik tanítványaként elkísérte Júdás apostolt (Tádé apostol) Örményországba az 1. században.

## Története
A 4. században egy kis templomot, a későbbi kolostorkomplexum első templomát emelték Eustachius maradványai fölé. A templom már az 5. században kedvelt zarándokhellyé vált. A krónikákban a következő információ a 8. századra vonatkozik: ekkor helyezték át a szjuniki püspökséget Tatevbe. 839-ben Dávid, szjuniki püspök megvásárolta a kolostort és a szomszédos falvakat Szjunik hercegétől, Fülöptől. 844-ben Fülöp herceg Tatev falut odaadta a kolostornak és elrendelte a Világosító Szent Gergely-templom megépítését. Példáját követve akkor és a következő évszázadokban más hercegek is adtak adományt, illetve rendeltek templomépítést, aminek következtében a kolostor folyamatosan gyarapodott. Tatev adott helyet Babken keresztjének: ez egy embernagyságú ezüstkereszt volt, amelybe különféle ereklyéket ágyaztak mint például a Szent Kereszt darabjait, Szűz Mária hajszálát, Keresztelő János, a vértanú Szent István, tizenegy apostol, Szent Hripszime és Világosító Szent Gergely ereklyéit.
A Péter–Pál-katedrálist 895–906 között építették, annak a Hovhannesznek a püspöksége idején, akinek paraszti nevelője megjósolta, hogy szjuniki püspökként beleegyezését adja a katedrális megépítésébe és a kolostor fejlesztésébe. A 10. század végére a kolostorban lakók (a papság és a diákok) száma elérte az 1000 főt. 1087-ben a Szűz Mária-templomot szentelték fel, s ezt követően beköszöntött a kolostor aranykora: 10000 kéziratos könyvtára volt, tíz tartományban 264 adófizető falu tartozott a kolostorhoz. Az aranykor vége az 1170-es szeldzsuk hódítással befejeződött; s habár a szeldzsuk fenyegetettség okán még egy évvel korábban, 1169-ben a kolostori könyvtárat Baghaberdbe, az akkori Örményország legerősebb erődjébe menekítették, a könyvtár megmentésének terve mégis meghiúsult, ugyanis az erőd egészét a könyvtárral együtt porig égették a szeldzsukok, akik a kolostort és a püspökséget is kifosztották. Tatev a 12. század végére, a 13. század elejére épült fel a pusztulásból a Zakarian és az Orbelian család vezetése idején, s újonnan alapított egyetemének is köszönhetően a környék szellemi központjává vált. Különösen Sztepanosz Orbelian metropolita püspök támogatásának idején végezték el a főbb rekonstrukciós munkálatokat a kolostoron, ekkor, 1295-ben építették újjá a Világosító Szent Gergely-templomot is. Ő rendelte el annak a két nagy méretű harangnak az öntését, amelyek még most is megvannak. A 14. században Hovan Vorotneci harangtornyot építtetett a templom gavitjára; ebben az időben Tatevhez 678 falu tartozott, számos kolostor állt vezetése alatt és egész Örményország tudományos, kulturális és vallási központja volt. A 14. század végén azonban a Timuridák kifosztották és felégették a kolostort.
Az egyetem 14. századbeli megnyitásával Tatev fontos tudományos és kulturális változáson ment keresztül. Az egyetemet Hovan Vorotneci alapította 1390-ben, és később, Grigor Tatevaci vezetése alatt élte virágkorát. A tatevi egyetem korának kimagaslóan fejlett tudományos intézménye volt, három különböző iskolából állt, s mindhárom olyan fakultásokra oszlott mint a teológia, a filozófia, az építészet, a csillagászat, a kéziratkészítés és a miniatúrafestészet. Az egyetem végét jelentette 1435-ben, amikor Sáhruh (vagy Sáh-Ruh), Timur Lenk fia és utóda elfoglalta a vidéket; a megmaradt szerzetesek északra települtek, s a szanahini kolostorban szervezték újjá közösségüket.
Habár a következő évszázadok során Tatev több vallási megújulási időszakon és újjáépítésen is keresztülment, középkorban elért nimbusza sosem tért vissza. 1787-ben építették meg a Grigor Tatevaci-mauzóleumot, egy 16 tantermes iskolát és meghosszabbították a keleti falat. 1830-ra a kolostornak két püspöke, 10 professzora (vardapet), 62 papja és két diakónusa volt, akik az egyházmegyéhez tartozó 70 falut felügyelték, de a 19. század végére már csak kevesebb mint feleannyi falut ellenőriztek, s egyre nehezebb volt adót szedni. 1920-21-ben Garegin Nzsde (Garegin Ter-Harutyunjan) csapatparancsnok Tatevben állomásozott azon célból, hogy Szjunikot megvédje mind a török, mind a bolsevik haderőktől. 1922-ben visszaállították a püspökséget Tatevban, a szovjetek azonban hamarosan bezárták. 1931-ben egy földrengés súlyosan megrongálta a kolostort: többek között romba dőlt a harangláb és összeomlott a Péter–Pál-templom kupolája is. A helyreállítási munkálatok a Szovjetunió fennállásának késői időszakában indultak meg, de azok részlegesek és rossz minőségűek voltak, s nem csak történelmi és építészeti pontatlanságokat, hanem folyamatos vízkárokat eredményeztek. Az 1990-es évek óta folyamatos felújítás alatt áll az épületkomplexum. Manapság a kolostor végleges helyreállítását, illetve a kolostori élet újjáteremtését tűzte ki legfőbb céljául az úgynevezett Tatev Revival Project, s ezzel folytatja azt a több évszázados hagyományt, ami Örményország Tatevban található kulturális örökségének védelmét, megőrzését és fejlesztését jelenti.

## A kolostorkomplexum építményei

### Védőfalak
Habár a mostani védőfalak a 9. századiak felújításakor épültek meg a 18–20. században, jelenleg is követik az eredeti falak lefutását és őrzik alapszerkezetüket. A falba épült kerek torony ablakul szolgáló keskeny réseit kívülről kiálló kövek fedik. Ezek a rések belső helyiségbe nyílnak, s azért kővel fedettek, hogy az őrszemek úgy nézhessenek le az érkező idegenekre, hogy azok ne láthassák viszont őket, illetve hogy az ellenség nyilai ne tudják megsebesíteni őket. Ahogyan abban az időben más erődítményeknél, úgy itt is a falakat beléjük épített helyiségekkel (például irodákkal, szobákkal, cellákkal) erősítették meg, amik egy sor további támpillért, támfalat adtak a falrendszerhez a belső oldalról. A védőfalak nem olyan magasak mint egykor (helyenként a 20 métert is elérték), és hiányoznak azon szakaszai is, amelyek keleti irányban a kanyon pereme felé húzódtak. A régi, északi kaput befalazták, a védőfal részévé tették; a kapu boltozata azonban még most is látható a fal külső oldalán, míg a belső oldalon egy forrás működik a helyén. A keleti toronyhoz illeszkedő keleti kapu felett épült a Szűz Mária-templom.
A védőfalakba épített helyiségek közé tartozik az északnyugati fal mentén elhelyezkedő másolóműhely (manuszkriptórium) és könyvtár (mate-nadaran) – ezek manapság a templomi ásatások során talált tárgyak (mint például egy 14. századi harang) kiállító tereként, múzeumaként működnek –, továbbá a zarándokszállás. Az északi fal mentén épült az istálló, amin második emeletként egykor az egyetem diákjainak kollégiuma foglalt helyet. A délnyugati fal mentén szerzetesi lakások és szolgálati helyiségek találhatók.

### Péter–Pál-templom
A kolostorkomplexum legnagyobb és legrégibb épülete a Péter–Pál-templom vagy Péter–Pál-székesegyház (örmény nyelven Պողոս-Պետրոս տաճարն, Pogosz-Petrosz tacsarn), amit 906-ban szentelt fel V. János örmény katolikosz (Hovhannesz Draszhanakertci) és I. Szempad örmény király. Ter-Hovhannesz püspöknek, a szjuniki püspökség vezetőjének épült, hogy rangjához illő templommal rendelkezzen, amelyben a fontos ereklyéket is őrizhetnék. Amikor Ter-Hovhannesz püspök 895-ben lebontatta az itt álló régi templomot, hogy helyére ezt az újat felépíttethesse, megtalálta a korábban ott őrzött, Pál és Péter apostolhoz tartozó ereklyéket, s ennek tiszteletére nevezték el a két apostolról az új templomot is. Mivel a templom az arab uralom végén épült, emiatt pazarul jelennek meg rajta az újjászületett örmény királyság vágyai, törekvései. Figyelemreméltó része a dob vagy tambur, amely az egyik legmagasabb Örményországban. A kupola, illetve a dob homlokzatán a templom adományozóiról faragott lapos domborművek láthatók; ők Asot herceg (Szjunik hercege), Susan hercegné (Asot felesége), Grigor Supan herceg (Gegarkunik hercege), Vasak Gabur (Grigor Supan fia) és Dzagik herceg (Bagk hercege). A templom keleti falának homlokzatán fülkék mélyednek a falba, ezek tetején egy-egy lapos dombormű (bas-relief) egy-egy arcot, valamint őket védő két-két kígyót ábrázol. A templom téglalap alaprajzú, bazilikális elrendezésű, hossza nyugat–keleti irányú. A keleti végében található az apszis, benne az oltár, az apszis két oldalához pedig egy-egy depozitórium (raktárhelyiség) kapcsolódik. A templom belső terét a nagy kupola uralja, a kupola dobja a központi négyezeten nyugszik. A kupolát és dobját valójában a keleti oldalon az oltártól 3 méterre álló egy-egy támoszlop, míg a nyugati oldalon a templom sarkaiban elhelyezkedő sekrestyék egymásra merőleges oldalfalainak sarkai tartják. A falak és a kupola dobjának keskeny, de viszonylag nagy ablakai biztosítják a főhajó megvilágítását. A falakat freskók díszítették eredetileg, de ezeknek csak kis része maradt meg; ezekből a részekből azonban megállapítható, hogy az apszis falán levő freskó a trónon ülő Jézust ábrázolta oldalán tanítványaival és szentekkel, a templom nyugati falán hatalmas méretű freskón az utolsó ítéletet, míg az északi falon Jézus születésének jeleneteit festették meg. A főbb szereplők arca keleties vonásokat mutat, és minden felirat örmény. A freskókat 930-ban, Hakob Dvineci püspök kezdeményezésére készítették, a munkát Konstantinápolyból hívott francia művészek és a kolostor iskolájából kikerült örmény művészek együtt végezték. A templomból kifelé haladva egy nyílás figyelhető meg a bejárat felett, ami egy alkóvba vezet, ahol – a legenda szerint – a kolostor szent kincseinek egy részét tartották; ezt azonban az Örményország más templomait is kifosztó és elpusztító seregek megtalálták.
A templom déli falához kívül boltívek és ívpillérek illeszkednek, melyek a templomhoz kapcsolódó, mára elpusztult épületrész északi végének maradványai. Az 1043-ban emelt épületrész – mely ma a kolostorkomplexum belső udvarához tartozik – egykoron a mai Grigor Tatevaci-mauzóleum nyugati falának vonaláig ért kelet felé, a Világosító Szent Gergely-templom déli falának meghosszabbított vonaláig ért dél felé, a Péter–Pál-templom nyugati falának vonaláig ért nyugat felé. A maradvány boltívek alatt a Péter–Pál-templom falának támasztva, de a kolostorkomplexum belső udvarán is számos hacskar (örmény kereszteskő) található, melyek egy részéről azt tartják, hogy az egykori iskola és egyetem tanulói készítették iskolai feladatok keretében.

### Világosító Szent Gergely-templom
844-ben, miután Fülöp (szjuniki herceg) Tatev falut a kolostornak adta, elrendelte és pénzzel támogatta a Világosító Szent Gergely-templom megépítését. A templomot első formájában 844 és 848 között építették fel, s később ide temették el Fülöp herceget is. A 11. században, közvetlenül a szeldzsuk hadjáratot követően felújították, de 1138-ban egy földrengés teljesen lerombolta, s romokban maradt egészen az 1295-ös helyreállításáig, amikor létrejött ma is látható formája. A Világosító Szent Gergely-templom a Péter–Pál-templom déli falához kapcsolódik. Nyugatra néző bejáratát vastag párkánydíszítés, azt pedig keleties stílusú ívdíszítés keretezi. A templom – jellemzően a korra – egyhajós csarnoktípus félköríves apszissal és boltíves tetővel, kupola nélkül. Északi és déli falában három-három támasztóoszlop tartja a boltíveket. Az apszist az épület keleti végén alakították ki két kereszt és egy kör alakú ablakkal. A kőből készült oltáremelvény oldalát keresztöltéses mintázat díszíti.

### Szűz Mária-templom
A Szűz Mária-templom (örmény nyelven Աստվածածին եկեղեցին, Asztvacacin jekegecin) a 11. században épült kis kápolnatemplom, a kolostorkomplexum északi védőfalának északkeleti sarkában helyezkedik el. 1087-ben második szintként építették a boltíves keleti kapu és egy mauzóleum tetejére. Kivitelezése egyedi az örmény templomok körében: alacsony, kétszintes épület, melynek az első szintje íves kialakítású és boltíves mennyezetű, a második szintje kupolás. Bejárati faajtaja aprólékosan díszített.

### Gavazan
A Gavazan 8 méter magas, kövekből épített, alsó részén vékony fémszalagokkal körbekerített nyolcoldalú oszlop, ami felfelé oszlopfőben végződik, azon pedig egy hacskar foglal helyet. 904-ben vagy 906-ban emelték és a Szentháromságnak szentelték fel. A Péter–Pál-templom déli falával szemben, a püspöki rezidencia mellett áll. A hacskar teteje félkörívben záródik, és biztosan nem a 18. század előtt készült, bár lehetséges, hogy egy korábbi darab szolgált mintájául. Az oszlopot úgy tervezték, hogy függőleges helyzetéből képes kilengeni vagy meg tud rázkódni, de az erőhatás (akár földmozgás, akár kézlökés) megszűntével visszaáll függőleges, nyugalmi helyzetébe; ez feltehetően a csuklós kivitelezésnek és a súlypont precíz kiszámításának, majd építésekor történt felhasználásának köszönhető. Két elképzelés van arról, miért így készítették; az egyik szerint az oszlop megfigyelőeszköz volt, ami már kisebb földrengéseket is jelezni képes ingásával, rezgésével; a másik elképzelés szerint az oszlop védelmi eszközként is szolgálhatott, ugyanis beszámoltak arról, hogy a kolostori udvarba lépő szeldzsuk harcosokat megrémítette az a látvány, hogy az eldőlő oszlop visszaállt függőleges helyzetébe, és ez hamar menekülésre késztette őket a „démoni oszloptól”.

### Grigor Tatevaci-mauzóleum
A kis építmény a Péter–Pál-templom déli fala mentén áll, közvetlenül a Világosító Szent Gergely-templom bejárata előtt. Hovakim püspök emeltette 1787-ben Grigor Tatevaci (1346–1409) sírja fölé – ami a Péter–Pál-templom déli bejáratánál állt –, hogy a felírásokkal és kereszttel díszített sírkő megőrződjön az utókor számára is. A mauzóleum hasonlít egy templomhoz: faragott boltívekkel, ferde tetővel és kis kupolával rendelkezik. Külső falát középen vízszintes sort alkotva hacskarok díszítik. Habár viszonylag újabb építmény, közelmúltbéli felújítását megelőzően jelentős vízkárokat szenvedett ugyanúgy, ahogyan a kolostorkomplexum többi, idősebb része is; renoválása nem csak az építészeti szempontból egyedi emlékmű megőrzését jelentette, hanem Grigor Tatevaci öröksége előtti tiszteletadásul is szolgált. Tatevaci a 14. századi Örményország egyik innovatív gondolkodója volt, aki új fejezetet nyitott az örmény egyetemtörténetben: vezetése alatt a tatevi egyetem korának legnagyobb és legmegbecsültebb egyetemévé vált Örményországban, működése jelentős mértékben hozzájárult a királyság kultúrájához és politikai stabilitásához. Ekkoriban három különféle iskola működött az egyetem keretein belül, mindegyikben tanítottak teológiát, filozófiát, építészetet, csillagászatot, kéziratkészítést és miniatúrafestészetet. Az egyetemen a kor legnagyobb örmény gondolkodói éltek, imádkoztak, tanultak és időtálló képzőművészeti-irodalmi alkotásokat hoztak létre. Grigor Tatevaci igazi reneszánsz tudós volt: teológus, filozófus, pedagógus, festő, zenész és író egyszerre. Számos miniatúrát készített az evangéliumhoz. Miniatúráival új stílust teremtett az örmény művészetben: képeit nagy részletességgel dolgozta ki, s élénk színeket használt. Tatevaci és tanítványai láthatók egy 1449-ben készült miniatúrán a „Dávid zsoltárainak magyarázata” című műben.

### Helyiségek a délre néző sziklaperemen
A szerzetesi cellák, közöttük húzódó folyosók, az ebédlőterem (refektórium), a konyha, a pékség, a püspök rezidenciája, a püspöki irodák a kolostorkomplexum déli szárnyán, a kolostor bejárata felől nézve a Péter–Pál-templom mögött, közvetlenül a sziklaperem mentén helyezkednek el. Közülük két helyiségnek boltíves, széles, szinte fal magasságú nyílása közvetlenül a Vorotan-szurdokra tekint; nincsenek arra utaló jelek, hogy e nyílások helyén valaha is fal lett volna, így ezeket a hatalmas „ablakokat” feltehetően terv szerint építették így. A nagy konyha boltíves mennyezetű, a pékség helyiségében tonirok (padlóba süllyesztett, agyagfalú, hengeres tartályok, amelyekben pékkészítményeket sütöttek) és egy nagy méretű tűzhely található. Ezen helyiségeknek közös és nagy kiterjedésű, a kémények, mennyezeti lyukak kivételével fűvel benőtt tetejéről szép kilátás nyílik a kolostorkomplexum belső udvarára és a környező vidékre egyaránt.

### Olajsajtoló
A kolostor olajsajtolóját (dzit-han) a 17. században kezdték üzemeltetni egy 13. századi épületben, ami a védőfalon kívül, a fal északkeleti sarkának (itt áll a Szűz Mária-templom) bástyájához közel található a kolostorkomplexumtól északra emelkedő domb lábánál. Maga az olajsajtoló nem csupán ipari és történelmi műemlék, hanem múzeum is: a látogatóknak betekintést nyújt Örményország kulináris és kulturális örökségébe, valamint az itteni kolostori gazdaság működésébe is. Korának egyik legkiválóbb olajsajtolója volt az itteni, minőségi mérnöki munka. Elsősorban lenmagolajat állítottak elő, bár a középkori Örményországban a hasonló üzemek szezámmagból, kenderből és más növényekből is nyertek ki olajat. A tatevi üzem termelékenységének köszönhetően nem csak a kolostor igényeit elégítette ki – a préselt olajat a kolostor védelmére, illetve muron, vagyis szent olaj készítésére használták –, hanem a környező falvakat, háztartásokat is ellátta olajjal. Mivel az üzem a kolostor védőfalán kívüli épületben működött, a vásárlók nem zavarták meg a kolostori élet nyugalmát. Az olajsajtolónak két nagyobb helyisége van, melyek közül az egyikben látható az a hatalmas kő, amelynek segítségével különféle növényekből és magvakból préselték az olajat. Az épületben található nagy tűzhelyeken melegítették fel, vagy éppen olvasztották meg az olajat. A tatevi kolostor olajsajtolója a felújításnak köszönhetően ismét működőképes állapotban van, s a hagyományos préselési eljárással alkalmas növényi olajok kinyerésére.

### Egyéb épületek
Középkori fürdőépület áll a Péter–Pál-templomtól északkeleti irányban; innen, valamint a zarándokszállásból származó, agyagból készült vízvezetékcsöveket őriznek a múzeumban. A keleti kaputól északkeleti irányban húzódó lőfal belső oldala mentén egy 16 termes iskola épült 1780-ban, ami egészen a szovjet időszak kezdetéig biztosította a helyi fiatalok tanulását. A kolostorkomplexumot övező szurdokfalak még tartogatnak a kolostor múltjából származó leleteket, mint például a kőből kifaragott, rejtélyes raktárhelyiségeket.

## Galéria

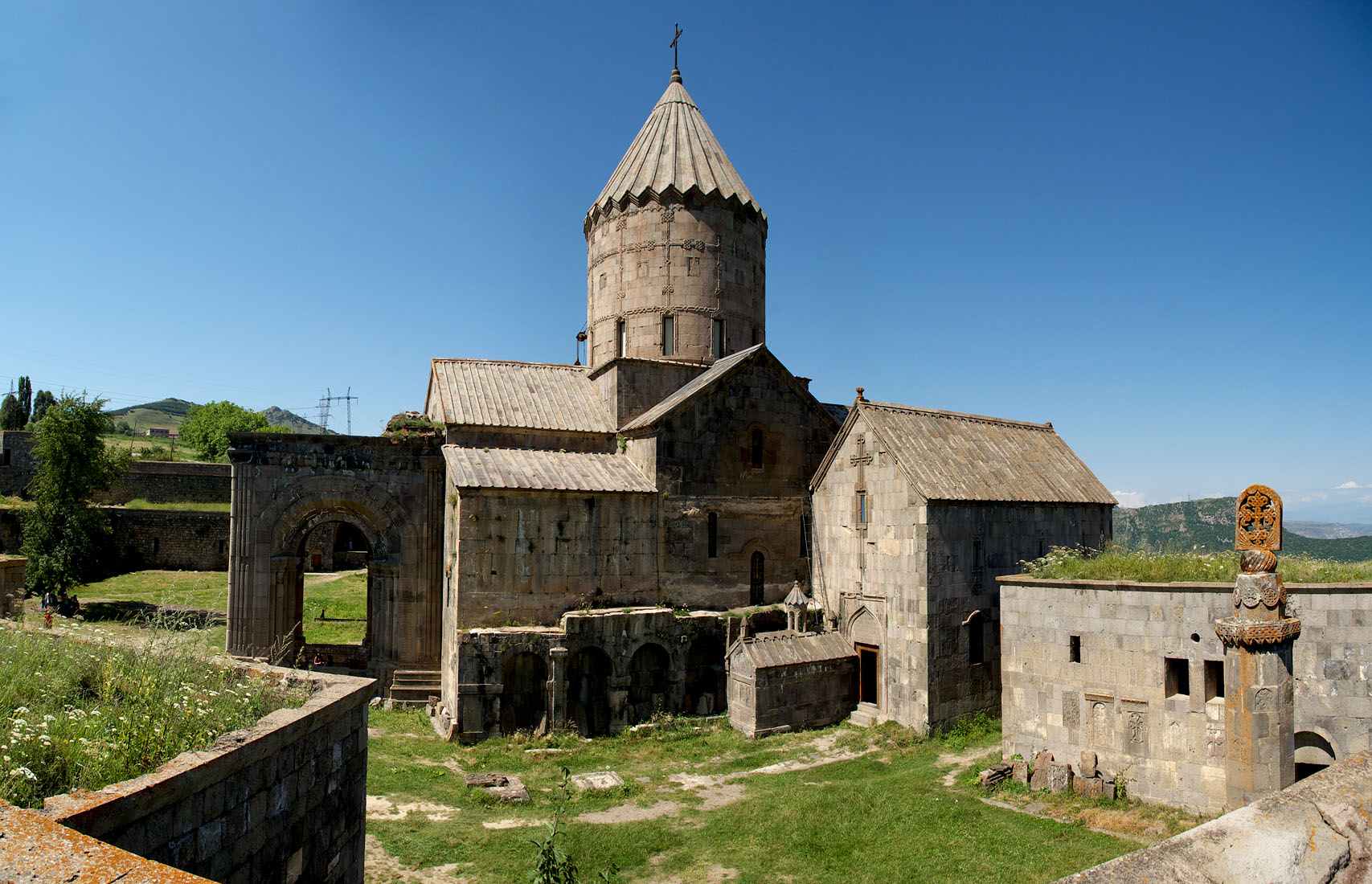
A kolostorkomplexum
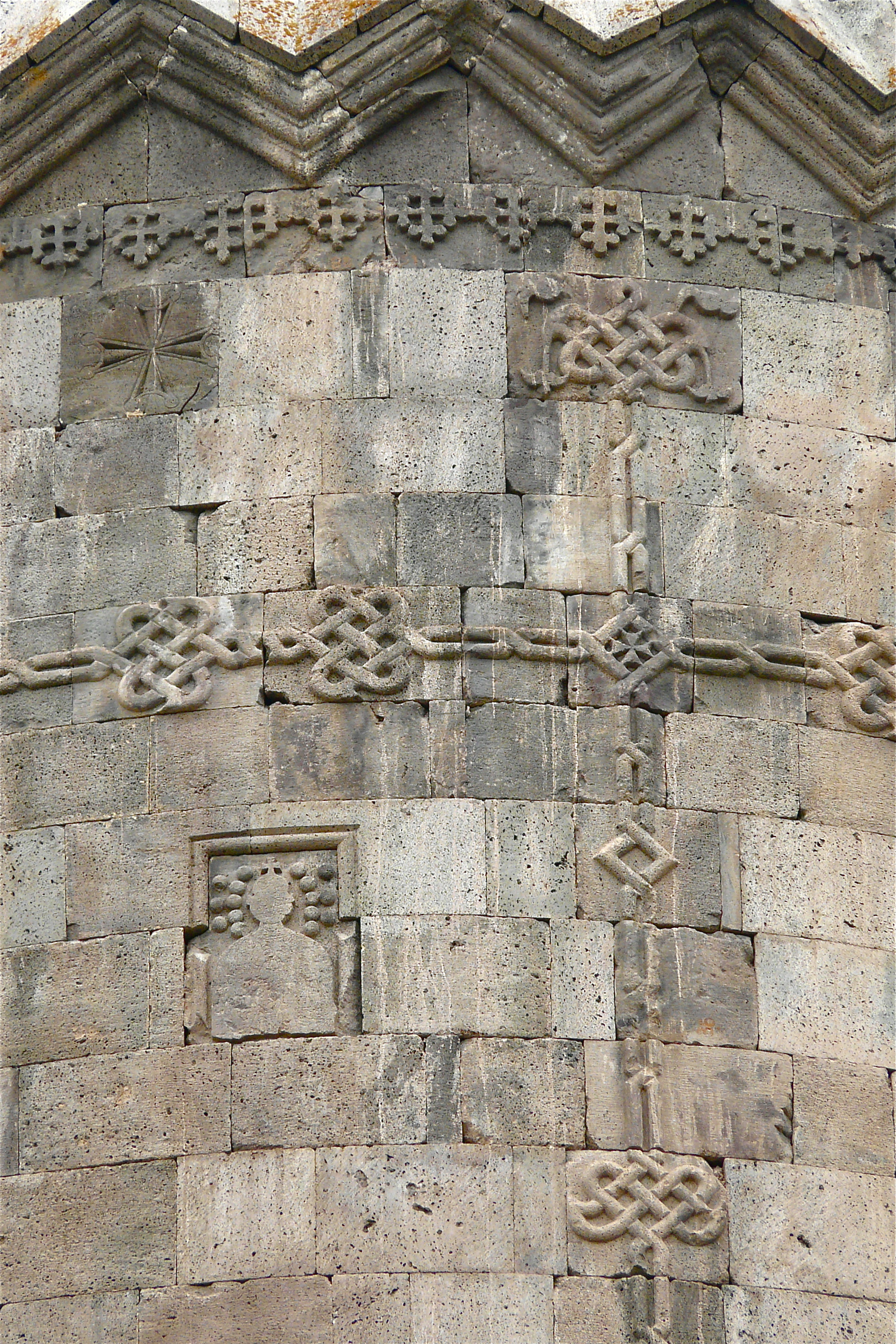
A Péter–Pál-templom dobjának külső díszítése
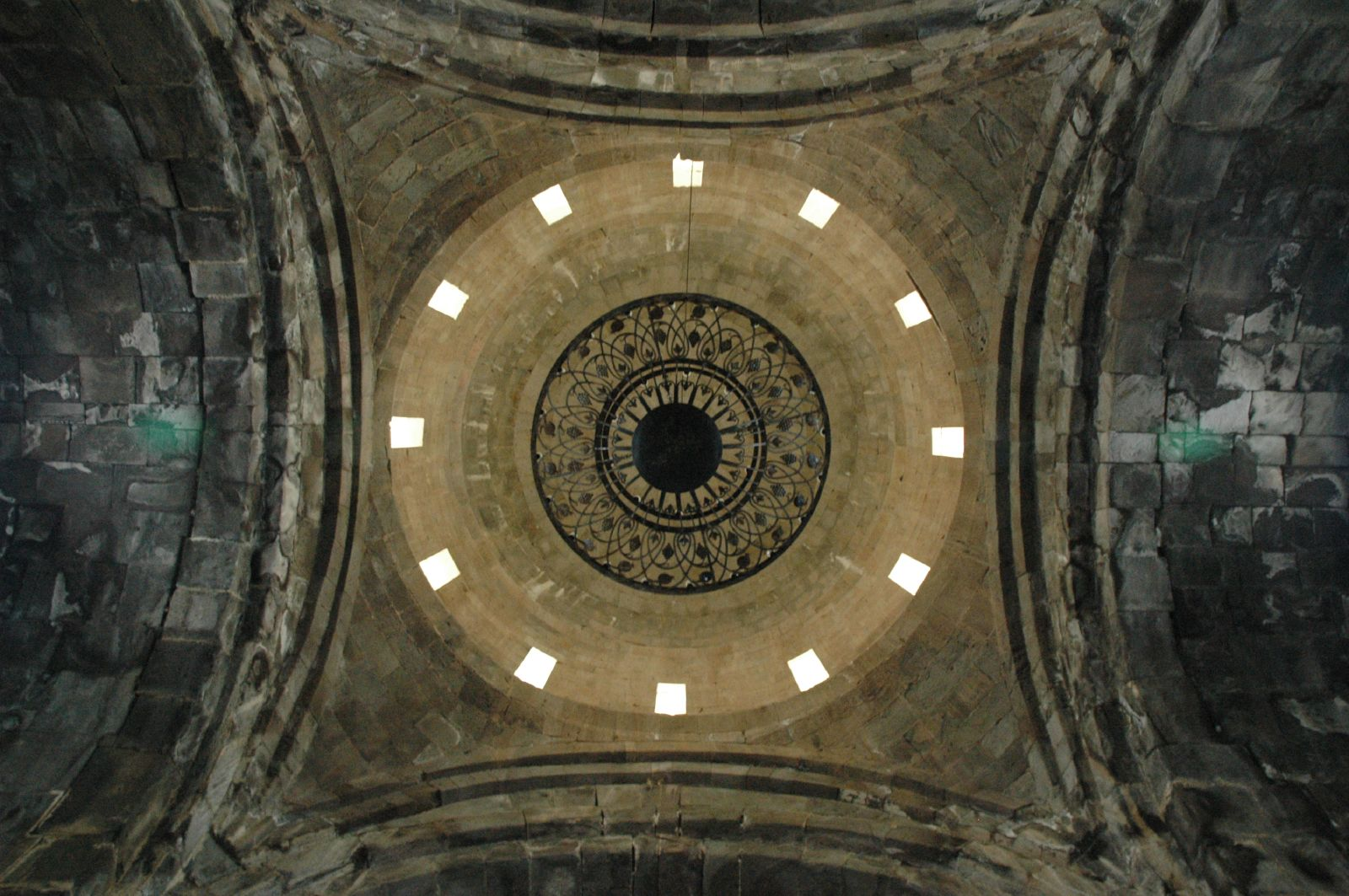
A Péter–Pál-templom kupolája és dobja belülről
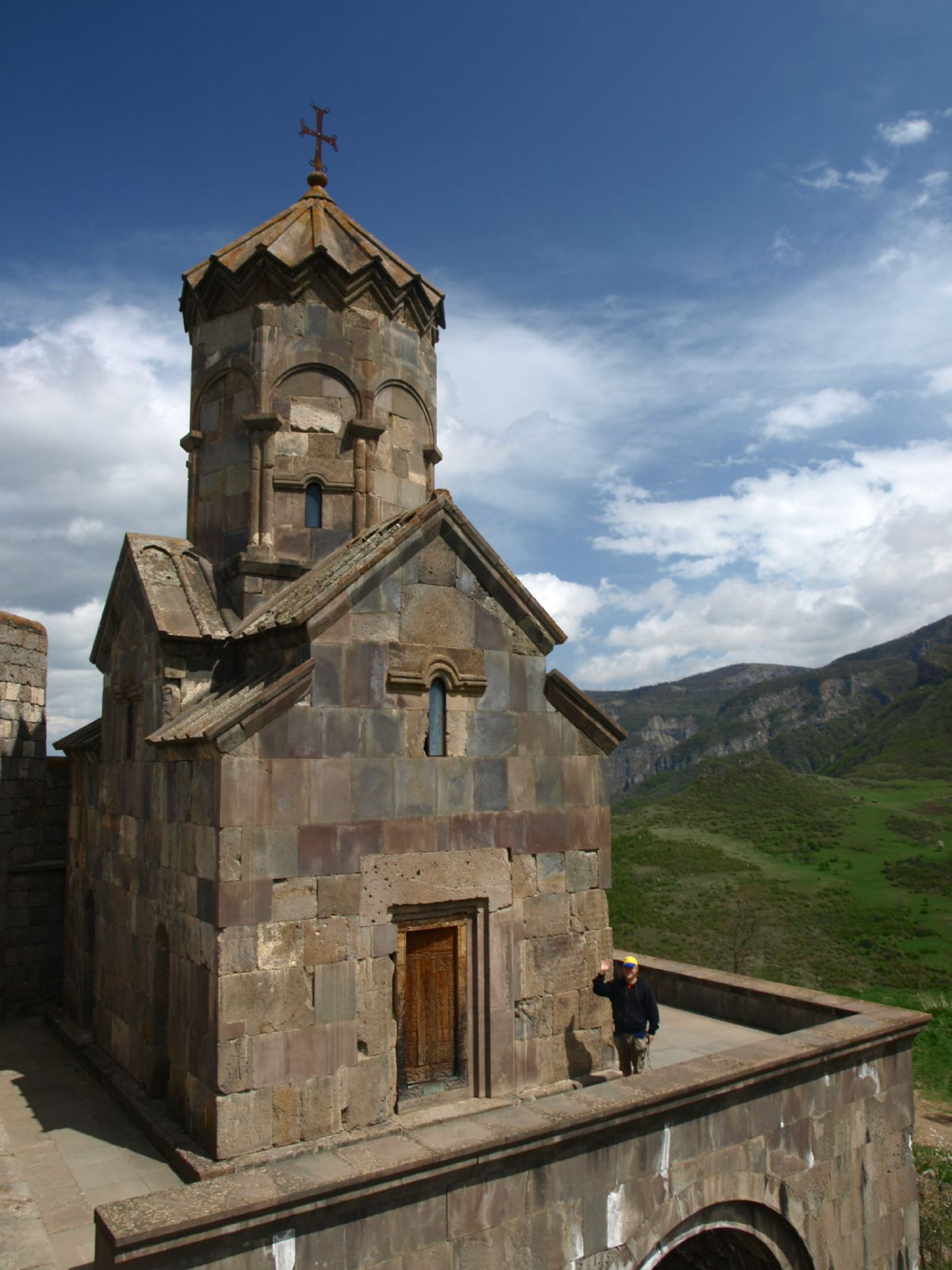
A Szűz Mária-templom
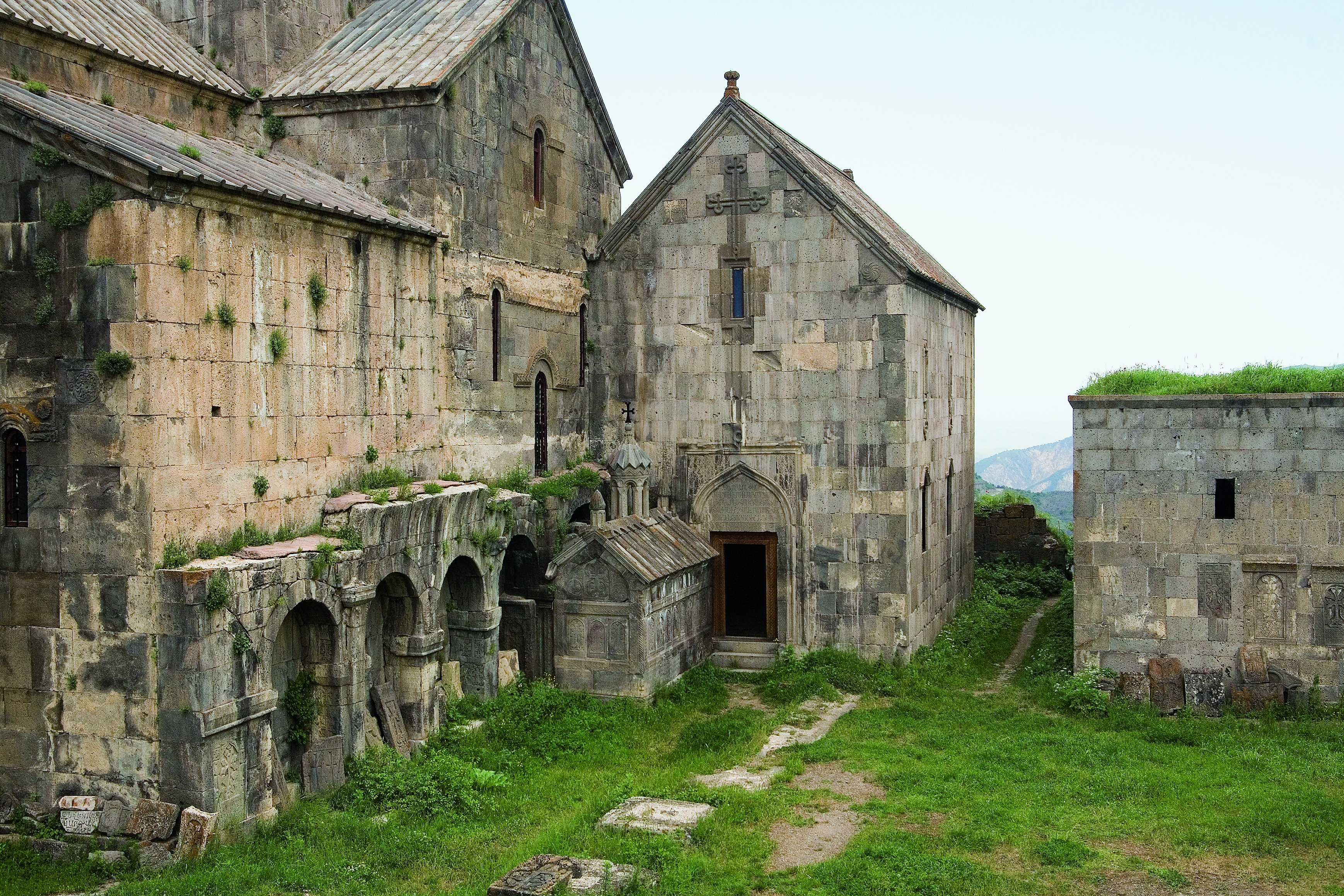
A Péter–Pál-templom déli fala: elöl boltívek, mögöttük a Grigor Tatevaci-mauzóleum, leghátul a Világosító Szent Gergely-templom
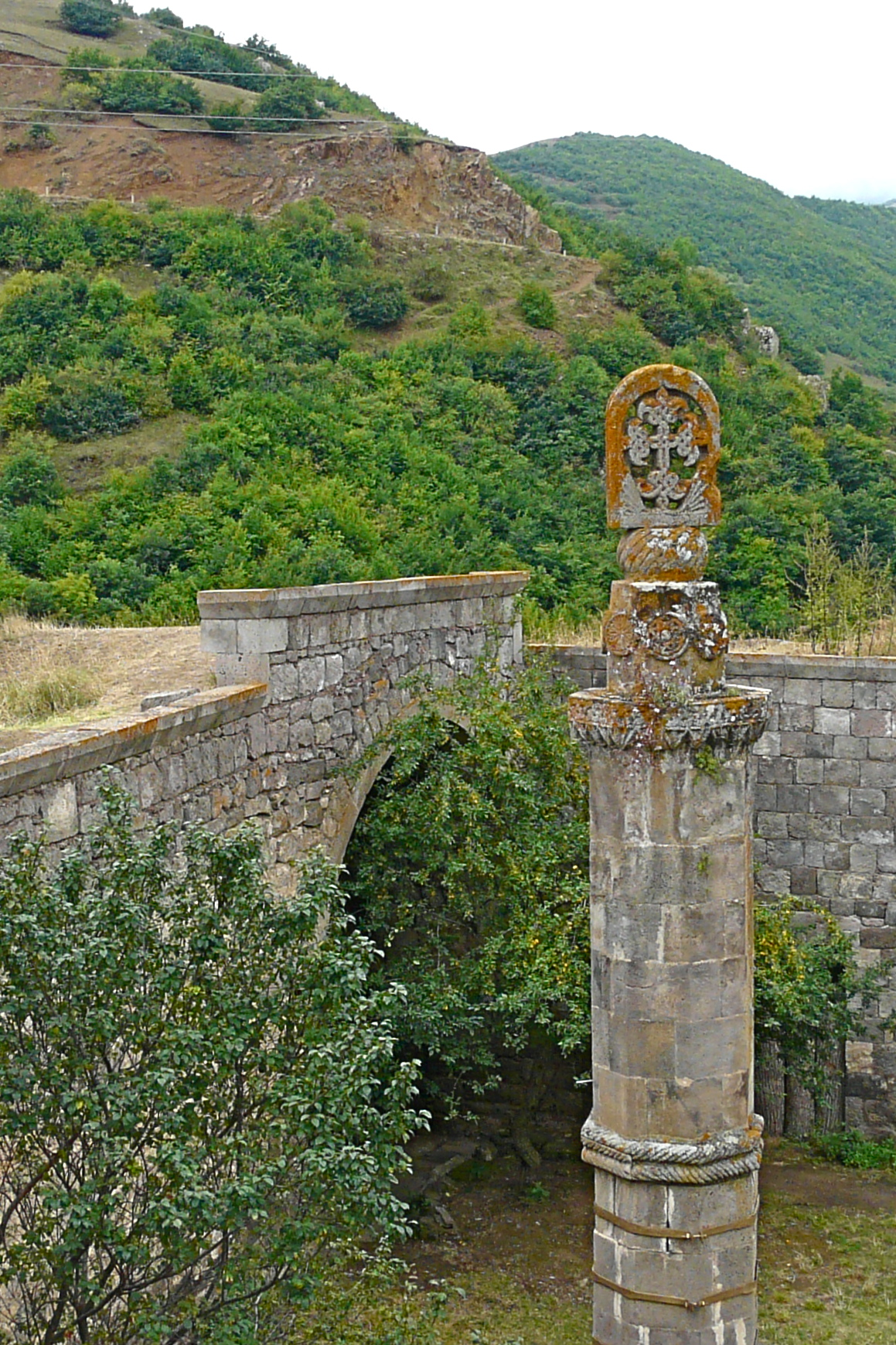
A Gavazan oszlop, tetején hacskarral
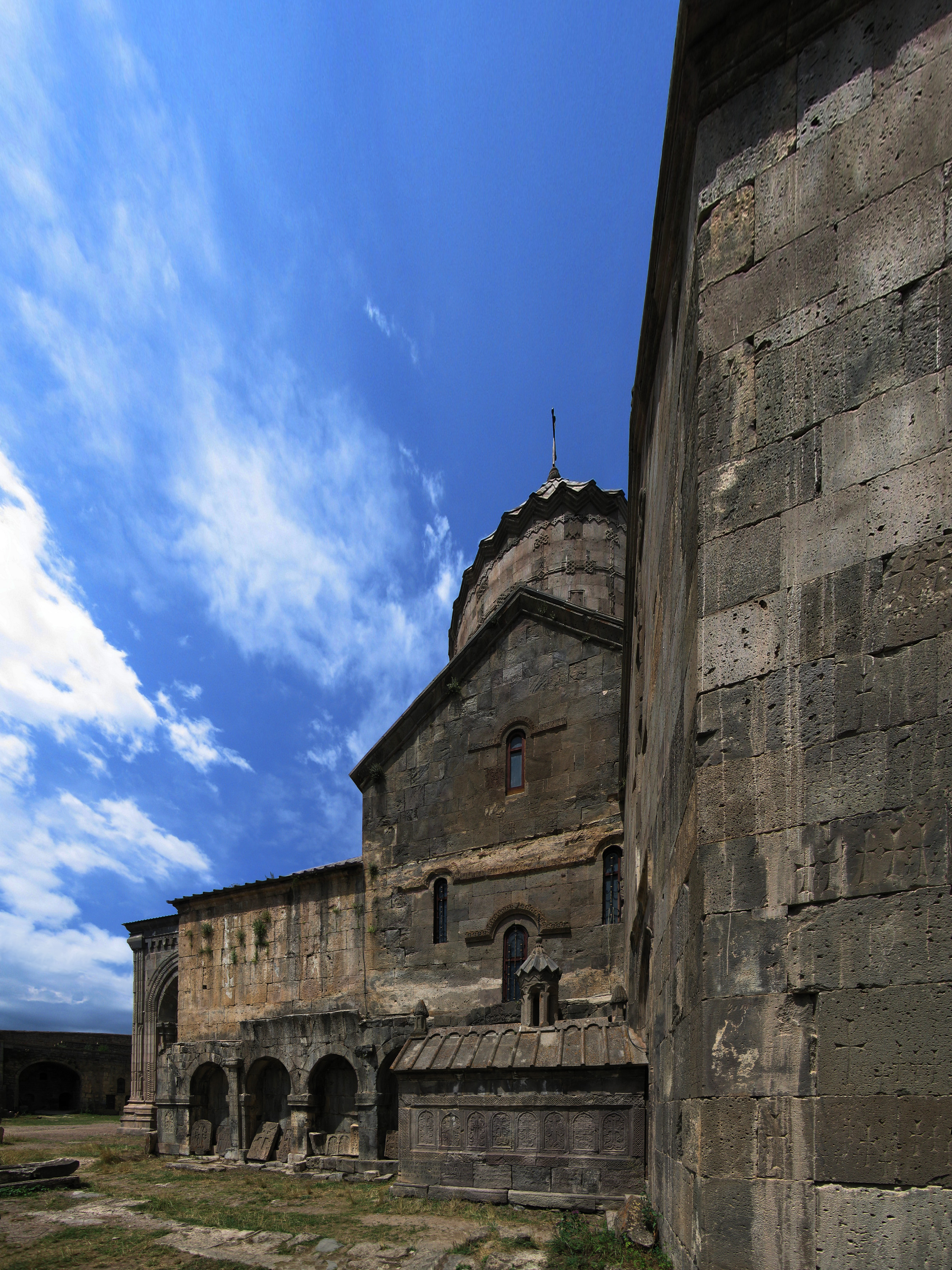
A Péter–Pál-templom déli fala előtt balra boltívek, tőlük jobbra a Grigor Tatevaci-mauzóleum
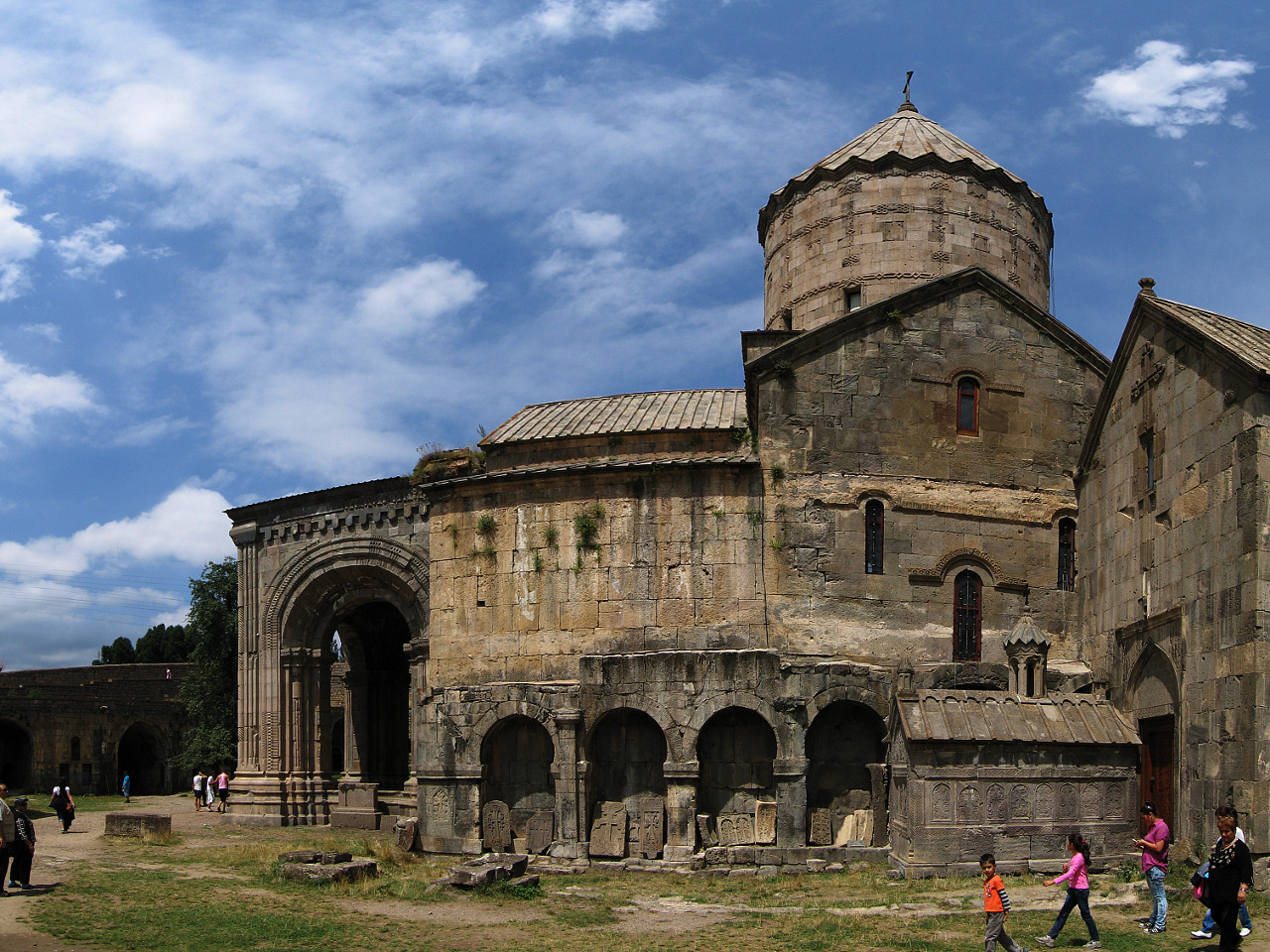
A Péter–Pál-templom délről
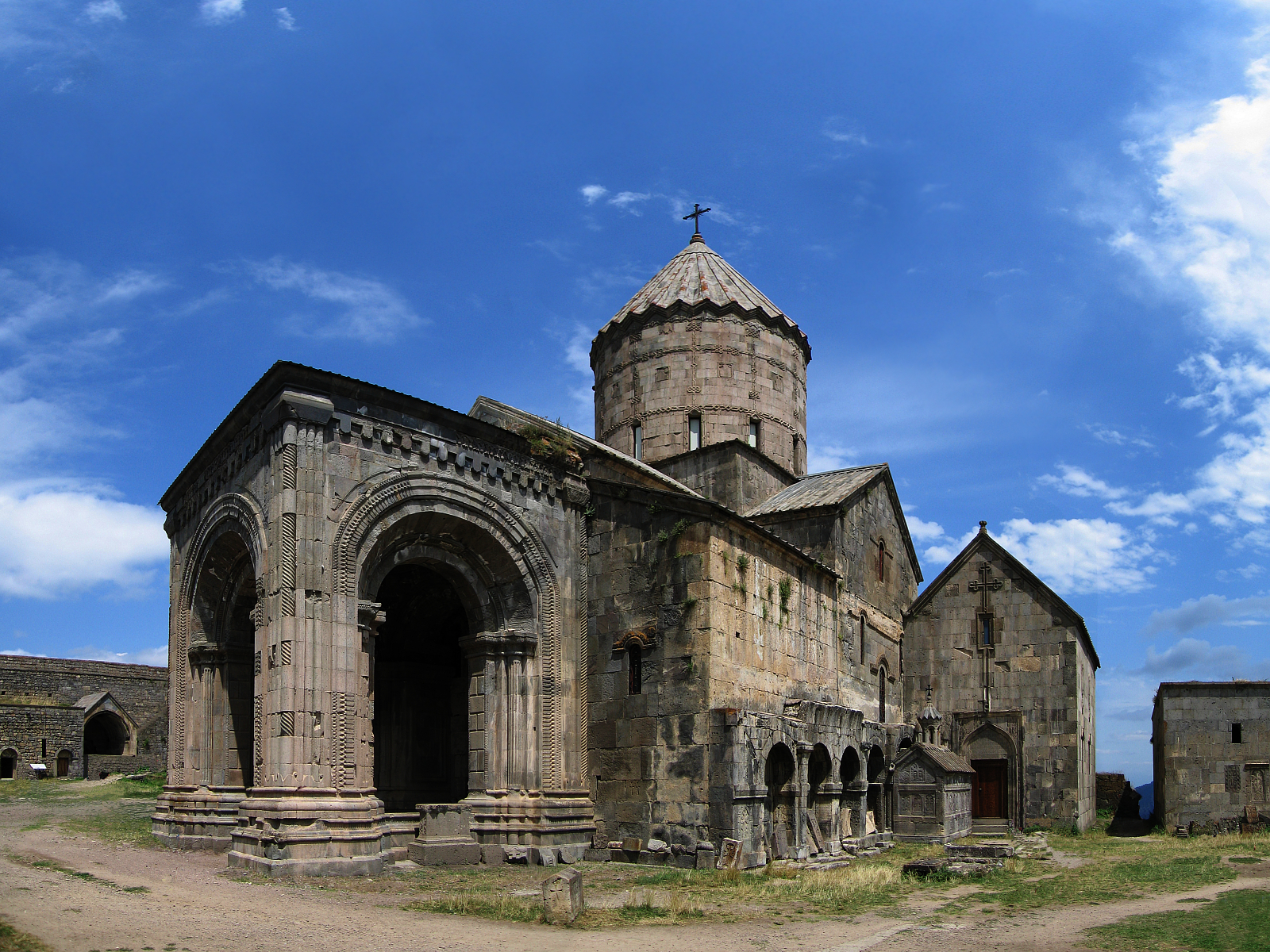
A Péter–Pál-templom délnyugat felől
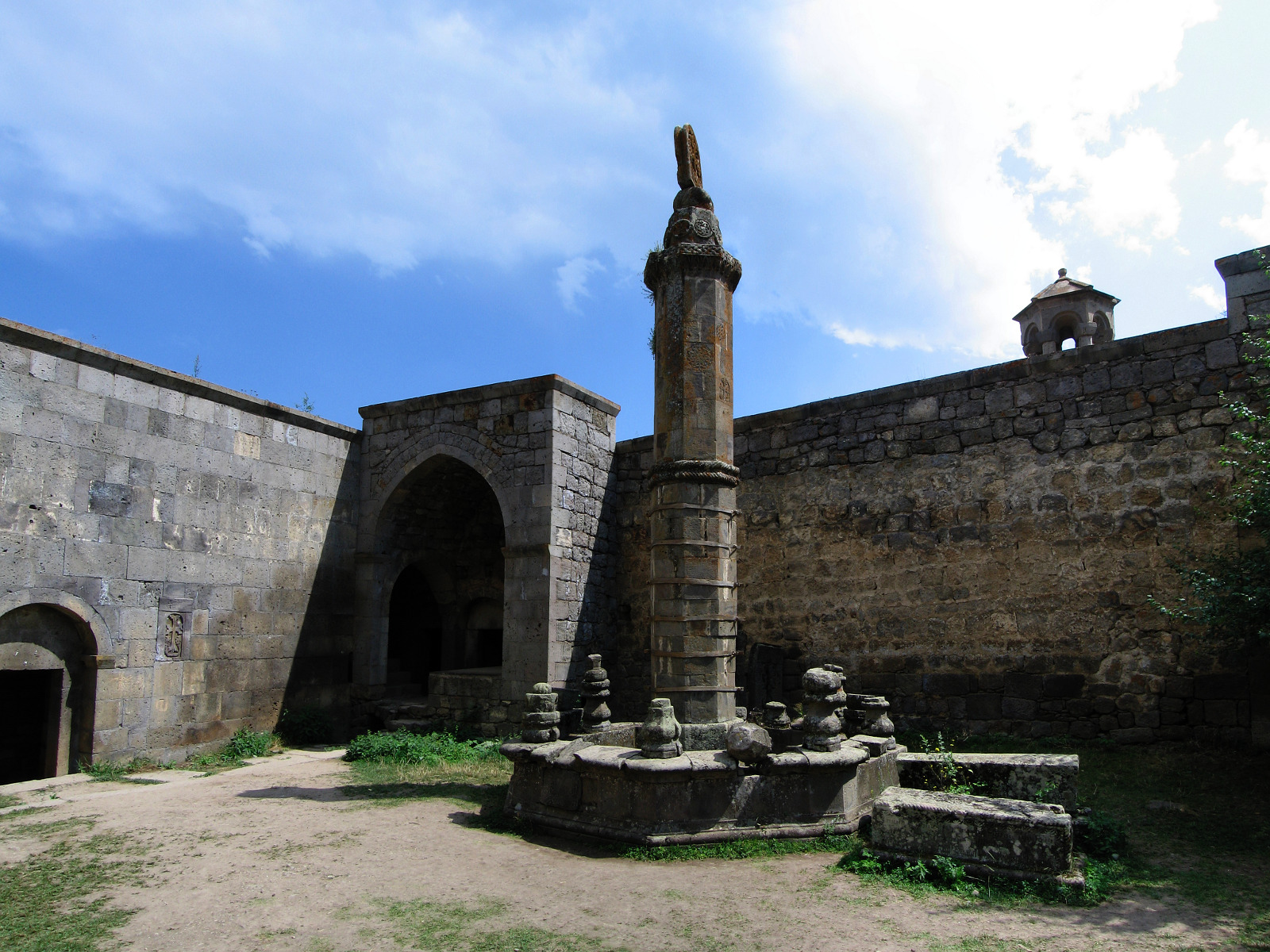
Gavazan